# Фатма-султанија (ћерка Ибрахима)
Султанија Фатма је била ћерка султана Ибрахима.

## Рођење
Њена мајка је умра на рођењу, па је бригу о њој преузела Турхан-султанија.

## Први брак
Удата је у доби од три године за Силахтар Јусуф-пашу, који је био адмирал флоте. Међутим , султан је погубио Јусуф-пашу 22. јануара 1646. године.
Када је зета погубио , султан Ибрахим је тада заплакао и рекао : „Како је имао лепе образе, као црвене јабуке. Каква штета што сам га убио!"

## Други брак
Фатму је отац удао 1646. године за Фазли-пашу, који је био намесник Буде од 1656, док га на истој позицији није погубио султан Мехмед IV годину дана касније, 13. јуна 1657. године, по клевети великог везира. Имали су заједно кћерку, рођену 1658. године.
Фатмини остали бракови нису познати. Последњи пут се помиње у мају 1661. у харемским записима.

## Смрт
Умрла је током владавине свог брата Мехмета. Узрок смрти није познат.Постоје многи извори који тврде да је умрла маја 1661. године. Турхан-султанија се лично побринула око њене сахране. Такође је наредила да се чита Куран од тридесет људи у маузолеју у којем је сахрањена (Џамија Јени).